# Polizeidirektion Oldenburg
Die Polizeidirektion Oldenburg ist eine von sechs regionalen Polizeidirektionen der Polizei Niedersachsen mit Sitz in Oldenburg. Sie ist dem Niedersächsischen Ministerium für Inneres und Sport nachgeordnet und zuständig für die Polizeiinspektionen Cloppenburg/Vechta, Diepholz, Wilhelmshaven/Friesland, Cuxhaven, Oldenburg-Stadt/Ammerland, Delmenhorst/Oldenburg-Land, Wesermarsch, Verden/Osterholz.

## Organisation
Die PD Oldenburg ist in einen Stab, zwei Abteilungen und mehrere Dezernate unterteilt. Der Polizeidirektion nachgeordnet sind eine Zentrale Kriminalinspektion, die Wasserschutzpolizeiinspektion sowie die acht regionalen Polizeiinspektionen.
Die PD Oldenburg unterhält als einzige Polizeidirektion in Niedersachsen neben den Polizeiinspektionen in der Fläche eine Polizeiinspektion speziell für den Wasserschutz.

### Stabsstellen, Abteilungen und Dezernate
Als Stabsstellen sind dem Polizeipräsident direkt der Bezirkspersonalrat, die Gleichstellungsbeauftragte sowie die Abteilungen 1 und 2 unterstellt. Das Dezernat 01 ist als Sonderfall ebenfalls direkt dem Polizeipräsidenten unterstellt. Die übrigen Dezernate sind der jeweiligen Abteilung untergeordnet. Die Abteilung 1 wird durch den Polizeivizepräsidenten Andreas Sagehorn geleitet. Die Abteilung 2 wird durch den Leitenden Regierungsdirektor Jürgen Grüll geführt. Die Struktur der PD Oldenburg stellt sich im Wesentlichen wie folgt dar:
- Dezernat 01 – Zentrale Aufgaben mit Strategie, Organisation, Controlling, Öffentlichkeitsarbeit, FASI, Geschäftsstelle

- Abteilung 1 – Polizeilicher Aufgabenvollzug, Personal, Technik mit
  - Dezernat 11 – Kriminalitätsbekämpfung, Prävention, Kriminalitätsverfolgung, Organisierte Kriminalität, Polizeilicher Staatsschutz, Regionale Analysestelle, Verhandlungsgruppe, Dokumentenprüfung
  - Dezernat 12 – Einsatz und Verkehr mit  Führung und Einsatz, Lage- und Führungszentrale, Polizeiliche Gefahrenabwehr, Umweltschutz, Verkehrsangelegenheiten, Verkehrssicherheitsarbeit, Diensthundführer
  - Dezernat 13 – Personal, Aus- und Fortbildung, Regionale Beratungsstelle (RBS), Chancengleichheit
  - Dezernat 14 – Führungs- und Einsatzmittel (FEM) mit  Einsatz und Logistik, IT, Kraftfahrwesen, Waffen und Einsatzmittel, Kriminaltechnik (KT), IT-Sicherheit

- Abteilung 2 – Wirtschaftsverwaltung, Recht
  - Dezernat 21 – Wirtschaftsverwaltung
  - Dezernat 22 – Recht

### Zentrale Kriminalinspektion
In der Zentralen Kriminalinspektion (ZKI) werden Fälle in speziellen Kriminalitätsbereichen (Organisierte Kriminalität, Korruption, Banden- und Wirtschaftskriminalität) bearbeitet, die nicht in den Zuständigkeitsbereich der Kriminaldienste der Polizeiinspektionen fallen. Häufig handelt es sich um komplexe Fälle oder Fälle von besonderer Bedeutung.

### Polizeiinspektionen
Die Polizeiinspektionen (PI) mit Sitz in der jeweiligen Kreisstadt untergliedern sich in Polizeikommissariate (PK) und Polizeistationen (PSt). Jeder Polizeiinspektion ist der Stab, ein Zentraler Kriminaldienst (ZKD) sowie ein Einsatzbereich untergeordnet. Die Polizeikommissariate teilen sich in den Kriminal- und Ermittlungsdienst und die Schutzpolizei auf. Polizeistationen sind dem Polizeikommissariat untergeordnet und gehören in der Regel zur Schutzpolizei, können aber je nach Größe auch über einen eigenen Kriminal- und Ermittlungsdienst verfügen.
| Polizeiinspektion                         | Polizeikommissariate                                    | Polizeistationen |
| ----------------------------------------- | ------------------------------------------------------- | --- |
| PI Cloppenburg/Vechta                     | PK Vechta, PK Friesoythe                                | PI Cloppenburg/Vechta: PSt Löningen, PSt Lastrup, PSt Lindern, PSt Essen (Oldenburg) PK Vechta: PSt Bakum, PSt Damme, PSt Dinklage, PSt Goldenstedt, PSt Holdorf, PSt Lohne, PSt Neuenkirchen-Vörden, PSt Steinfeld, PSt Visbek PK Friesoythe: PSt Barßel, PSt Bösel, PSt Saterland |
| PI Cuxhaven                               | PK Geestland, PK Hemmoor, PK Schiffdorf                 | PI Cuxhaven: PSt Altenwalde, PSt Otterndorf, PSt Nordholz, PSt Ihlienworth PK Geestland: PSt Bad Bederkesa, PSt Dorum PK Hemmoor: PSt Lamstedt, PSt Cadenberge PK Schiffdorf: PSt Loxstedt, PSt Beverstedt, PSt Hagen                                                               |
| PI Delmenhorst/Oldenburg-Land/Wesermarsch | PK Wildeshausen, PK Nordenham, PK BAB Ahlhorn, PK Brake | PK Brake: PSt Berne, PSt Elsfleth, PSt Lemwerder, PSt Ovelgönne PK Nordenham: PSt Butjadingen, PSt Jade, PSt Stadland PK Wildeshausen: PSt Ganderkesee, PSt Großenkneten, PSt Wardenburg, PSt Hude, PSt Harpstedt, PSt Sandkrug, PSt Dötlingen, PSt Bookholzberg                    |
| PI Diepholz                               | PK Sulingen, PK Syke, PK Weyhe                          | PI Diepholz: PSt Lemförde, PSt Barnstorf, PSt Rehden, PSt Wagenfeld, PSt Bassum PK Sulingen: PSt Kirchdorf, PSt Schwaförden, PSt Siedenburg PK Weyhe: PSt Stuhr PK Syke: PSt Bruchhausen-Vilsen, PSt Bassum, PSt Twistringen                                                        |
| PI Oldenburg-Stadt/Ammerland              | PK BAB Oldenburg, PK Bad Zwischenahn, PK Westerstede    | PK Bad Zwischenahn: PSt Rastede, PSt Wiefelstede, PSt Edewecht PK Westerstede: PSt Apen/Augustfehn |
| PI Verden/Osterholz                       | PK Achim, PK Osterholz                                  | PI Verden/Osterholz: PSt Dörverden, PSt Kirchlinteln, PSt Langwedel PK Achim: PSt Ottersberg, PSt Oyten, PSt Thedinghausen PK Osterholz: PSt Grasberg, PSt Ritterhude, PSt Hambergen, PSt Schwanewede, PSt Lilienthal, PSt Worpswede                                                |
| PI Wilhelmshaven/Friesland                | PK Jever, PK Varel                                      | PI Wilhelmshaven/Friesland: PSt Wiesenhof, PSt Fedderwardergroden PK Jever: PSt Schortens, PSt Sande, PSt Wangerland, PSt Wangerooge PK Varel: PSt Zetel, PSt Bockhorn |

### Wasserschutzpolizeiinspektion
Die Wasserschutzpolizeiinspektion (WSPI) ist von der niederländischen Grenze bis ins Gebiet der Unterelbe auf ca. 2500 Quadratkilometern Küstengewässer zuständig. Die Wasserschutzpolizeiinspektion mit ihrem Führungsstab und der Koordinierungsstelle hat ihren Sitz in Oldenburg. Mit den vier Wasserschutzpolizeistationen in Wilhelmshaven (24/7 Dienststelle), Emden, Brake und Stade ist die Wasserschutzpolizei an mehreren Häfen entlang der niedersächsischen Küste vertreten. Zuständige Einsatzleitstelle ist die WSP-Leitstelle in Cuxhaven. Im Binnenland werden die wasserschutzpolizeilichen Aufgaben von den regionalen Polizeidirektionen Hannover, Lüneburg, Osnabrück und Göttingen wahrgenommen.